# Обійдені ядра
Обі́йдені я́дра — бідні на нейтрони (відповідно — багаті на протони) стабільні ядра важких елементів, починаючи з селену, які не можуть бути синтезовані шляхом s-процесу та r-процесу. До обійдених також належать і нестабільні ядра з великою тривалістю життя (наприклад, ядро 138La з періодом напіврозпаду 3,28×1011 років).
Назву «обійдені» ці ядра отримали тому, що послідовність синтезу у s- та r-процесах «обходить» ці ядра. Обійдені ядра можуть утворюватися в інших реакціях, зокрема, в реакціях сколювання або в реакціях захоплення протонів (p-процес, rp-процес), але відповідні ізотопи мають поширеність на 2—3 порядки меншу.

Частина схеми процесів нуклеосинтезу, що охоплює елементи з масовим числом від 120 до 139 (від Стибію до Лантану). Деякі ізотопи утворюються в кількох процесах.
Обійдені ядра показано жовтим.

До обійдених ядер належать:
1. 74Se
2. 78Kr
3. 84Sr
4. 90Mo
5. 96Ru
6. 98Ru
7. 102Pd
8. 106Cd
9. 108Cd
10. 112Sn
11. 113In
12. 114Sn
13. 115Sn
14. 120Te
15. 124Xe
16. 126Xe
17. 130Ba
18. 132Ba
19. 136Ce
20. 138Ce
21. 138La
22. 144Sm
23. 146Sm
24. 156Dy
25. 158Dy
26. 162Er
27. 164Er
28. 168Yb
29. 174Hf
30. 180mTa[Прим. 1]
31. 180W
32. 184Os
33. 190Pt
34. 196Hg